# 小山孝雄
小山 孝雄（こやま たかお、1943年12月13日 - ）は、日本の政治家である。元参議院議員。

## 概要
山形県北村山郡大久保村（現：村山市）出身。山形県立楯岡高等学校、山形大学文理学部卒業。1968年、宗教法人生長の家に就職し、生長の家政治連合職員。
1980年に生長の家を退職し、自由民主党参議院議員村上正邦の政策担当公設秘書を務める。1995年、第17回参議院議員通常選挙に自民党公認で比例区から出馬し初当選（名簿順位第12位。第15位まで当選）。小渕内閣で労働政務次官に就任。
参議院議員当選後も村上の側近として活動し、村上同様に労働族議員でもあった。また埼玉県川越市に在住し、志木市在住の村上とともに自民党埼玉県連合会に所属。政治活動のあらゆる場面で村上と行動をともにし、「議員バッジをつけた秘書」と評された。埼玉県内でも浦和市や志木市周辺では村上の活動に同行し、他の議員や自治体首長の選挙運動の応援などもしていたものの、自身の地元川越市では目立った活動をしておらず、小山の自宅の周辺住民には近所に自民党の参議院議員が在住していることさえあまり知られていなかったという。
小山独自の活動としては歴史教科書問題における積極的な関わりがある。1997年1月に結成された新しい歴史教科書をつくる会に賛同。自民党の「教科書に関する分科会」座長を務める。歴史教育に関する議員連盟の設立を呼びかけ、1997年2月、「日本の前途と歴史教育を考える若手議員の会」の結成に加わった。自民党地方支部の協賛を得て「つくる会」会長の藤岡信勝とともに各地で講演会を開催したほか、歴史教科書の記述や教科書採択問題について国会質問を行った。広島県での同和解放同盟による教育介入問題では、現場教師を国会に招き、町村信孝文部大臣や橋本龍太郎総理に、学校崩壊の現状と日教組により歪んでしまった教職員意識を訴え、文部省に対しては実態調査を行うように求めた。これにより同年広島県の公立学校における同和教育の実態が調査され是正命令がだされることとなる。
KSD事件では汚職への関与が明らかにされた。労働政務次官の地位を利用してものつくり大学への補助金増額を働きかけたり、参議院労働委員会他でKSDを後押しするために外国人労働者の技能実習制度に係る国内滞在期間を2年から3年に延長するように求める質問を行ったりした。一方、その見返りに秘書給与をKSDの関連団体に肩代わりさせるなど、利益供与を得た。これに伴い、2001年1月、自民党を離党、間もなく受託収賄容疑で逮捕され、参議院議員辞職。東京地裁より懲役1年10ヶ月の判決を受けたが控訴、2004年1月、東京高裁でも懲役1年10ヶ月の判決が下され、上告せず実刑が確定した。

## 役職
- 自民党副幹事長
- 神道政治連盟顧問
- 神道政治連盟国会議員懇談会事務局長
- 神道政治連盟参議院の会事務局長
- 真保守主義研究会所長